# アーケオルニトミムス
アーケオルニトミムス（学名：Archaeornithomimus）は、中生代の後期白亜紀に中国の内モンゴル自治区に生息していたオルニトミムス科とされる恐竜の属である。属名の意味は、アーケ（古代の）オルニトミムス（鳥もどき）。

## 特徴
全長は約3メートル。前足の3本指のうち第1指が短い点が、他のオルニトミムス科と異なる。最も古いオルニトミムス類とする説、別の仲間とする説、未知の獣脚類とする説など、見方がいろいろとある。速く走ることができる骨格を持つダチョウ型恐竜と呼ばれる恐竜のひとつ。食性は雑食であったと推定されている。